# Bibliothèque Saraswathi Mahal
La Bibliothèque Saraswathi Mahal (en télougou: సరస్వతీ మహల్ గ్రంథాలయం (Sarasvatī mahal granthālayaṃ), en marathe: सरस्वती महाल ग्रंथालय (Sarasvatī mahāl granthālay), en tamoul: சரசுவதிமகால் நூலகம் (Sarasuvadimagāl nūlagam) ; de son nom officiel : Bibliothèque Sarasvati Mahal du Maharadjah Serfoji de Tanjore, abrégé " TMSSM " en anglais) se trouve à Tanjavûr, dans le Tamil Nadu en Inde. Fondée aux débuts du XVIe siècle, c'est l'une des plus anciennes bibliothèques en activité d'Inde, qui possède une collection de manuscrits sur ôles et de papiers écrits en tamoul, hindoustani, télougou, marathe, sanskrit et autres langues locales indiennes.
Cette collection comporte près de 60 000 ouvrages, dont les titres peuvent être consultés grâce au catalogue en ligne, pour les ouvrages rares, il est nécessaire de prendre rendez-vous.

## Histoire
Le Saraswathi Mahal est à l'origine une bibliothèque royale créée pour les besoins personnels des rois Nayaks de Tanjore (en), qui gouvernaient à leur compte le pays de Tanjore de 1535 à 1675. La collection de la bibliothèque s'était déjà commencé à former au XVe siècle, autour de 1450, alors que ceux-ci n'étaient encore que des gouverneurs de la région, sous autorité vijayanagarie. C'est sous le règne du roi Raghunatha Nayak (en), entre 1600 et 1634, qu'un bâtiment à part entière, construit dans l'enceinte du palais, est dévolu à la bibliothèque. Les rois Marathes, issus de la lignée du commandant bijapuri Venkoji Bhonsle (en) (demi-frère du célèbre Shivaji Bhonsle, dit le Chhatrapati), qui conquit Tanjore en 1675, développèrent ensuite la bibliothèque jusqu'en 1855. 
Le roi marathe Serfoji II (1782-1832) prit un soin particulier au développement de la bibliothèque en employant plusieurs Pandits pour collecter, acheter et copier un nombre important de travaux provenant de plusieurs centres d'apprentissage du sanskrit en Inde du Nord et d'autres régions plus lointaines. Il effectua également d'importants travaux sur la structure du Sarasvati Mahal, lui donnant à peu près son aménagement et apparence actuelle. Serfoji II a eu une forte appétence pour les cultures et les savoirs de l'Occident européen, auquel il a été exposé et initié très jeune, sous la tutelle de Christian Friedrich Schwarz. Après la quasi-annexion du royaume par la Compagnie britannique des Indes orientales en 1799, Serfoji II se consacra pleinement à cultiver son érudition et celle de ses sujets. Il mit à sa disposition personnelle un agent à Londres, William Torin, chargé d'effectuer ses commandes à l'échelle de l'Europe de l'Ouest, et d'y acquérir des livres et autres objets susceptibles d'enrichir le Sarasvati Mahal. Ce qui contribua à la formation d'une bibliothèque parallèle proprement occidentale. C'est sous son règne que furent publiés les premiers catalogues de la bibliothèque.
L'Encyclopædia Britannica, dans ses éditions anciennes, mentionne cette bibliothèque en tant que « bibliothèque la plus remarquable d'Inde ».
Depuis 1918 la bibliothèque est ouverte au public, et sa propriété transférée à l'État (la Présidence de Madras durant la colonisation britannique, puis l'État de Madras après l'indépendance, l'actuel Tamil Nadu), qui la renomma "The Thanjavur Maharaja Serfoji's Sarasvati Mahal Library" en l'honneur du roi Serfoji. La gestion et l'administration de la bibliothèque est néanmoins partagé avec le ministère de la Culture (Gouvernement central indien) et le district de Thanjavur.

## Collections
La plupart des manuscrits (39 300) sont en sanskrit Grantha, Devanagari, Nandinagari, ou Télougou. Les manuscrits écrits en tamoul sont au nombre de 3 500 et traitent de médecine, littérature et musique. Quelques rares ouvrages qui ont été composés sous la période impériale des Cholas (entre le IVe siècle et le XIIIe siècle), sont rédigés en Manipravala (en). 
La bibliothèque possède aussi une collection de 3 076 manuscrits en marathe de facture sud-indienne (Karnataka et Tamil Nadu) du XVIIe, XVIIIe et XIXe siècles, notamment des œuvres hagiographiques ou religieuses sur les saints du Maharashtra et les ordres religieux Sri Ramadasa et Dattatreya.
Ces manuscrits sont pour la plupart en papier, excepté certains ouvrages rédigés en alphasyllabaire télougou sur ôles. Les manuscrits en langue télougoue sont au nombre de 846, principalement sur ôles et quelques-uns sur papier. Il y a aussi 22 manuscrits persans et ourdous la plupart étant du XIXe siècle.
En dehors de ces manuscrits se trouvent aussi 1 342 liasses de documents d'archives du Maratha Raj, la période marathe. Écrits en Modi, ils donnent des informations sur la politique, la culture et l'administration sociale du Tanjore sous le règne des rois marathes.
La bibliothèque européenne du maharadjah Serfoji II constitue une collection à part, constituée de plus de 4 500 livres écrits en français, anglais, allemand, danois, italien, grec ou latin.
La bibliothèque dispose aussi d'un fond cartographique, comprenant notamment des documents relatifs à l'aménagement urbain de Tanjore, ses systèmes de drainage souterrain, d'alimentation en eau douce, etc.

## Activités récentes
Des transcriptions en devanagari sont faites, lorsqu'il n'est pas possible de se procurer les manuscrits originaux. De telles transcriptions sont aussi réalisées et trouvables dans d'autres bibliothèques telles que les Manuscrits shivaïtes de Pondichéry, le Adyar Library and Research Centre (Madras), le Oriental Research Institute & Manuscripts Library (Trivandrum), le Government Oriental Manuscripts Library (Madras), le Oriental Research Institute of Baroda (Baroda), le Sarasvati Bhavan (Bénarès).